# Hohenzollern (loża wolnomularska)
Hohenzollern - dawna loża wolnomularska Niemców wyznania mojżeszowego, której siedziba mieściła się w Krotoszynie.
Nosiła numer rzymski: XXXVIII oraz numer loży: 479.